# Parapleminia longixipha
Parapleminia longixipha är en insektsart som först beskrevs av Brunner von Wattenwyl 1895.  Parapleminia longixipha ingår i släktet Parapleminia och familjen vårtbitare. Inga underarter finns listade i Catalogue of Life.